# Kości śródręcza

Kości śródręcza

Schemat kości śródręcza

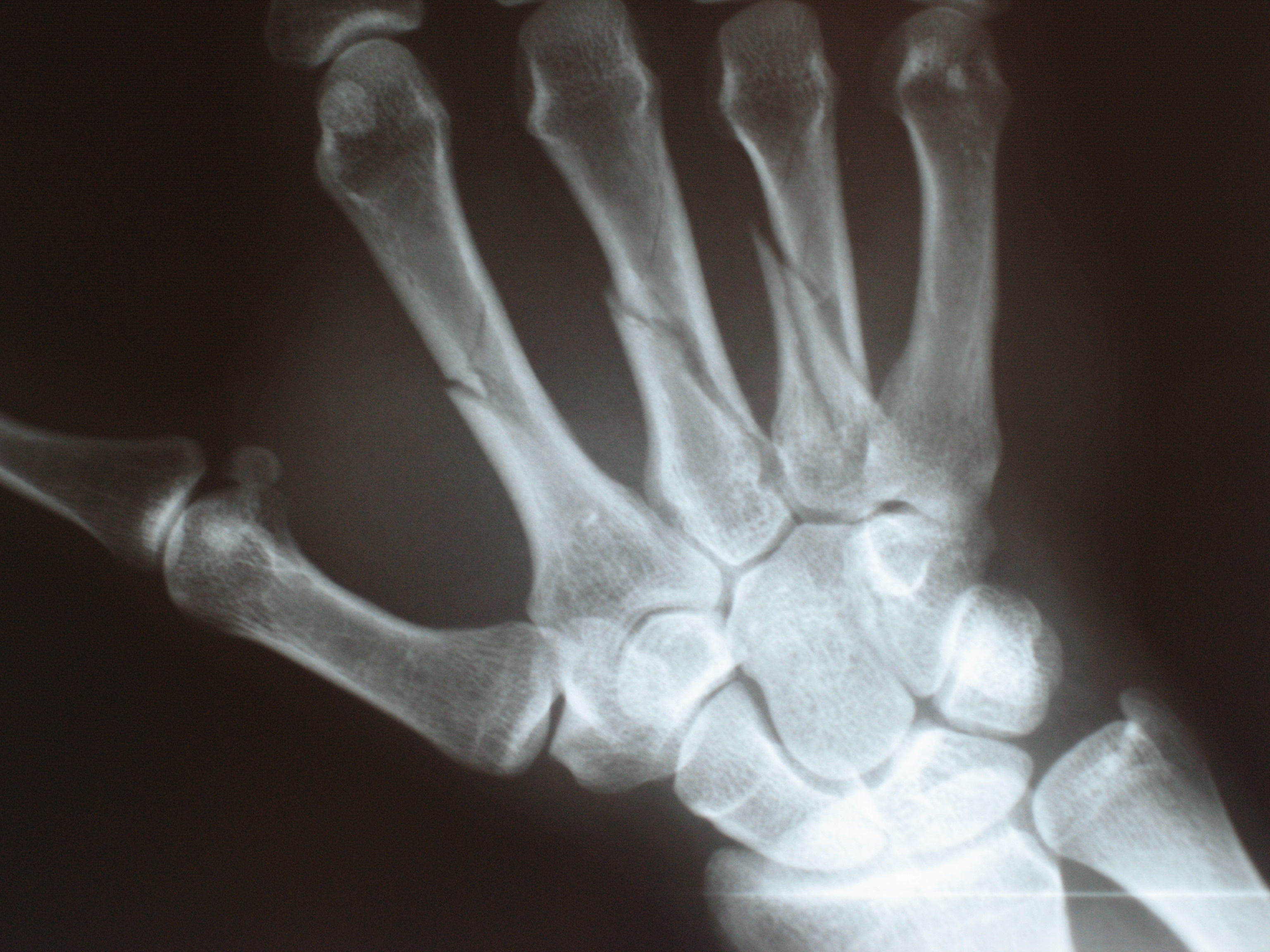
Złamanie kości śródręcza

Kości śródręcza (łac. ossa metacarpalia, ossa metacarpi) – pięć kości składających się na śródręcze (łac. metacarpus) człowieka. Oznacza się je cyframi rzymskimi poczynając od strony promieniowej.
Kości śródręcza należą do kości długich, w ich budowie można wyróżnić trzon (łac. corpus), podstawę (koniec bliższy, łac. basis) i głowę (koniec dalszy, łac. caput). Od strony podstawy kości śródręcza łączą się stawowo z nadgarstkiem i sąsiednimi kośćmi śródręcza. Od strony głowy łączą się z paliczkami bliższymi.
Między kośćmi śródręcza znajdują się cztery przestrzenie międzykostne śródręcza (łac. spatia interossea metacarpi), które wypełnione są mięśniami międzykostnymi.
I kość śródręcza (łac. os metacarpale I) jest najkrótsza i najgrubsza. Na powierzchni dłoniowej głowy znajdują się dwa małe pola dla okrągławych kostek, tzw. trzeszczek (łac. ossa sesamoidea), objętych ścięgnami mięśnia zginacza krótkiego kciuka i mięśnia przywodziciela kciuka. Podstawa łączy się siodełkowatą powierzchnią stawową z kością czworoboczną większą, a po stronie promieniowej posiada guzek, do którego przyczepia się mięsień odwodziciel długi kciuka. Do łokciowego brzegu trzonu przyczepia się boczna głowa I mięśnia międzykostnego grzbietowego, a do brzegu promieniowego – mięsień przeciwstawiacz kciuka.
II kość śródręcza (łac. os metacarpale II) jest najdłuższą z kości śródręcza. Podstawa łączy się z kością główkowatą, kością czworoboczną większą, kością czworoboczną mniejszą i I kością śródręcza. Do powierzchni grzbietowej podstawy przyczepia się mięsień prostownik promieniowy długi nadgarstka, a do powierzchni dłoniowej – mięsień zginacz promieniowy nadgarstka i mięsień zginacz krótki kciuka.
III kość śródręcza (łac. os metacarpale III) jest zwykle nieco krótsza niż II kość śródręcza. Od strony promieniowej na powierzchni grzbietowej podstawy znajduje się wyrostek rylcowaty (łac. processus styloideus), będący miejscem przyczepu mięśnia prostownika promieniowego krótkiego nadgarstka. III kość śródręcza łączy się powierzchniami stawowymi z II i IV kością śródręcza oraz z kością główkowatą.
IV kość śródręcza (łac. os metacarpale IV) jest krótsza i cieńsza niż III kość śródręcza. Łączy się z III i V kością śródręcza, a także z kośćmi główkowatą i haczykowatą.
V kość śródręcza (łac. os metacarpale V) łączy się z IV kością śródręcza i kością haczykowatą. Na jej podstawie od strony łokciowej znajduje się guzek, będący miejscem przyczepu ścięgna mięśnia prostownika łokciowego nadgarstka. Do powierzchni grzbietowej trzonu przyczepia się IV mięsień międzykostny grzbietowy, tam także są położone ścięgna mięśnia prostownika palca małego i mięśnia prostownika palców.
Jednym z najczęstszych złamań w obrębie ręki jest złamanie szyjki piątej kości śródręcza. Ten typ złamania określa się jako „złamanie bokserskie”, ponieważ zwykle występuje u osób, które uderzają zaciśniętą pięścią w ścianę lub inny twardy przedmiot. Do typu „złamania bokserskiego” zalicza się także złamanie podstawy I kości śródręcza.